# Vicente Sánchez Peral
Vicente Sánchez Peral (Granada, 1937 - Castelló de la Plana, 3 d'agost de 2005) fou un polític espanyol, governador civil primer i subdelegat del govern després a la província de Castelló durant el govern de José María Aznar.
Doctorat en enginyeria agrònoma, el 18 de setembre fou delegat a la província de Castelló de l'IRYDA, posteriorment del Ministeri d'Agricultura i delegat del Ministeri d'Obres Públiques i Transports (l'antic MOPU). Militant del Partido Popular, després de la victòria de José María Aznar a les eleccions generals espanyoles de 1996 fou nomenat governador civil de la província de Castelló, i quan el 1997 els governs civils es transformaren en subdelegacions del govern, continuà en el mateix càrrec. Fou destituït després de la victòria de José Luis Rodríguez Zapatero a les eleccions generals espanyoles de 2004. Aleshores fou nomenat director territorial de la Conselleria d'Empresa, Universitat i Ciència. Va morir a Castelló el 3 d'agost de 2005 després d'una llarga malaltia.